# Gare de Longueville
Ne doit pas être confondu avec la gare de Longueville-sur-Scie, dans le département de la Seine-Maritime.
La gare de Longueville est une gare ferroviaire française de la ligne de Paris-Est à Mulhouse-Ville, située sur le territoire de la commune de Longueville, dans le département de Seine-et-Marne, en région Île-de-France.
Longueville est une gare de la Société nationale des chemins de fer français (SNCF), desservie par des trains régionaux du réseau TER Grand Est et par des rames de la ligne P du réseau Transilien.
À proximité de la gare, dans l'ancien dépôt de locomotives, on peut voir la rotonde ferroviaire, monument historique, mise en service en 1911 par la Compagnie des chemins de fer de l'Est et utilisée par la SNCF jusqu'en 1967. Elle abrite depuis 1971 l'Association de jeunes pour l'entretien et la conservation des trains d'autrefois (AJECTA), qui y a ouvert le musée vivant du chemin de fer.

## Situation ferroviaire

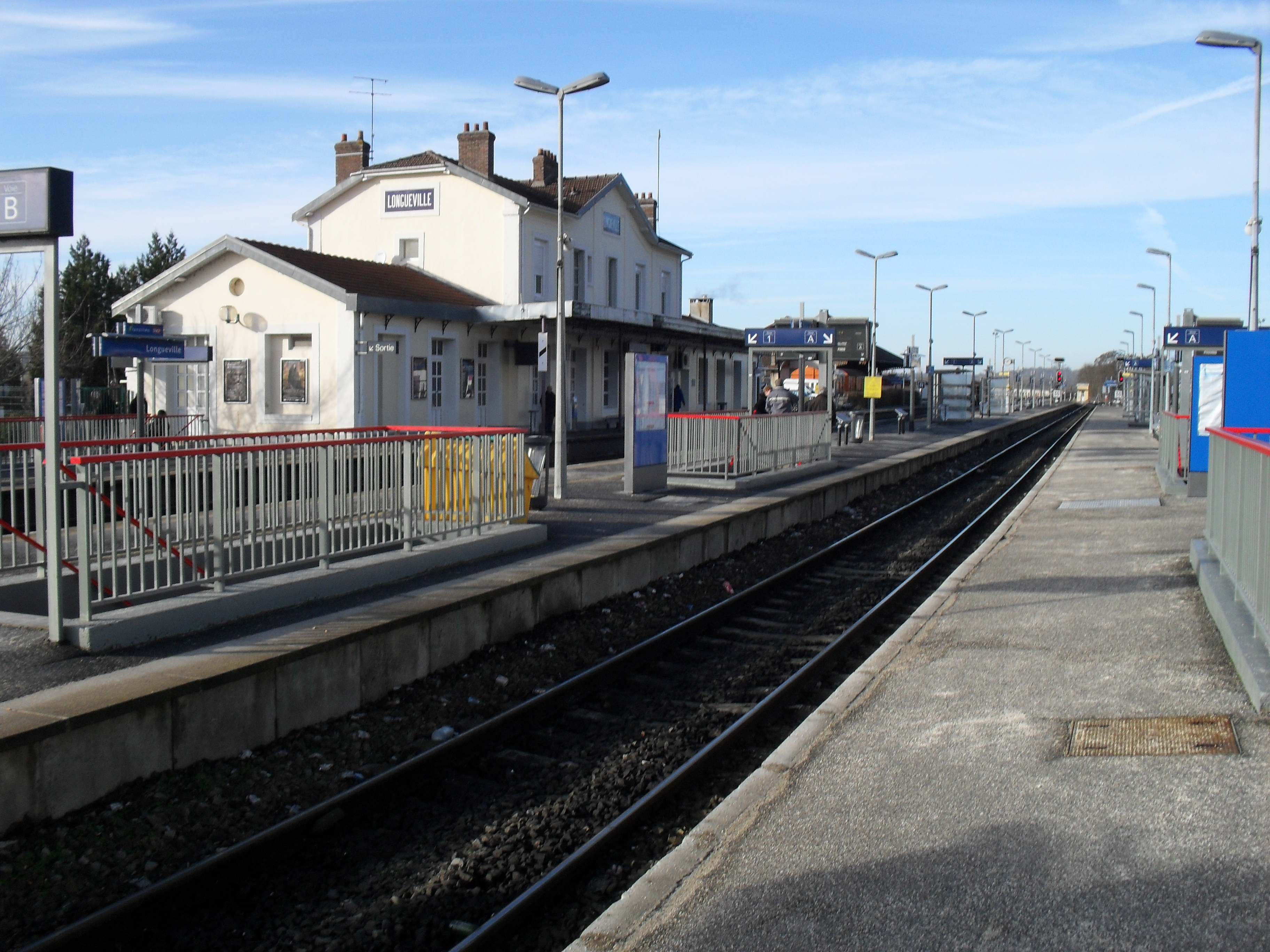
La gare.

Établie à 83 mètres d'altitude, la gare de bifurcation de Longueville est située au point kilométrique (PK) 88,176 de la ligne de Paris-Est à Mulhouse-Ville, entre la gare de Nangis, dont elle est séparée par le viaduc de Besnard sur la Voulzie, et la gare de Flamboin-Gouaix. Elle est également la gare d'origine de la ligne de Longueville à Esternay, qui permet notamment de relier la gare de Provins.

## Histoire
Lorsque, en 1848, la Compagnie du chemin de fer de Montereau à Troyes met en service sa ligne, les trains passent à la gare de Flamboin située à quelques kilomètres de Longueville. Il faut attendre la reprise de cette société par la Compagnie des chemins de fer de l'Est qui construit, entre 1855 et 1857, une ligne de Noisy-le-Sec à la gare de Flamboin afin d'établir une liaison directe entre Montereau et Paris, pour assister à la création de la gare de Longueville.

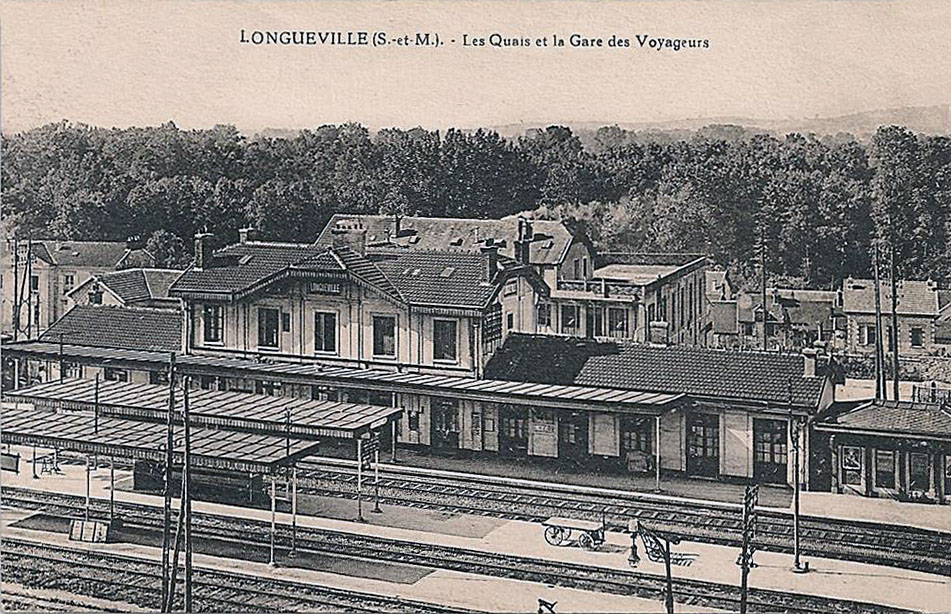
La gare, au début du XXe siècle.

Après sa mise en service en 1857, la gare devient le 11 décembre 1858 l'origine d'un embranchement, concédé le 18 janvier 1855, permettant la connexion avec la ville de Provins. Longueville reste néanmoins une petite gare pendant les années 1860 et 1870 car le trafic, essentiellement régional, utilise les petites locomotives du dépôt de Flamboin. Au début des années 1880, le trafic évolue ; l'embranchement de Provins est prolongé jusqu'à Esternay et la ligne principale est parcourue par des trains de grandes lignes circulant notamment entre la gare de Paris-Est et Bâle via Troyes, mais aussi par un trafic omnibus en lien avec la grande banlieue de Paris. Les locomotives sont plus importantes et plus nombreuses ; le dépôt de Flamboin étant saturé et sans espace disponible, la compagnie de l'Est décide un transfert progressif vers Longueville. Le projet prévoit deux rotondes ; finalement, une seule est édifiée, sur un modèle des années 1880, et mise en service en 1911.
La fin de la vapeur, pour la traction des trains, amène la fermeture du dépôt par la SNCF en 1967.
Depuis 2022, la ligne Paris – Mulhouse (jusqu'à Nogent-sur-Seine, Troyes devant être atteinte ultérieurement) et l'antenne de Provins sont électrifiées, alors qu'auparavant les caténaires ne dépassaient pas Gretz-Armainvilliers.

## Fréquentation
De 2015 à 2022, selon les estimations de la SNCF, la fréquentation annuelle de la gare s'élève aux nombres indiqués dans le tableau ci-dessous.
| Année     | 2015    | 2016    | 2017    | 2018    | 2019    | 2020    | 2021    | 2022    |
| --------- | ------- | ------- | ------- | ------- | ------- | ------- | ------- | ------- |
| Voyageurs | 780 859 | 800 623 | 818 352 | 816 896 | 824 175 | 368 201 | 660 085 | 680 603 |

## Service des voyageurs

### Accueil
La gare dispose d'un bâtiment voyageurs, avec un guichet ouvert tous les jours, et de distributeurs automatiques de billets Transilien. Des parkings à vélos et pour véhicules sont aménagés, avec des places réservées pour les personnes à mobilité réduite.

### Desserte

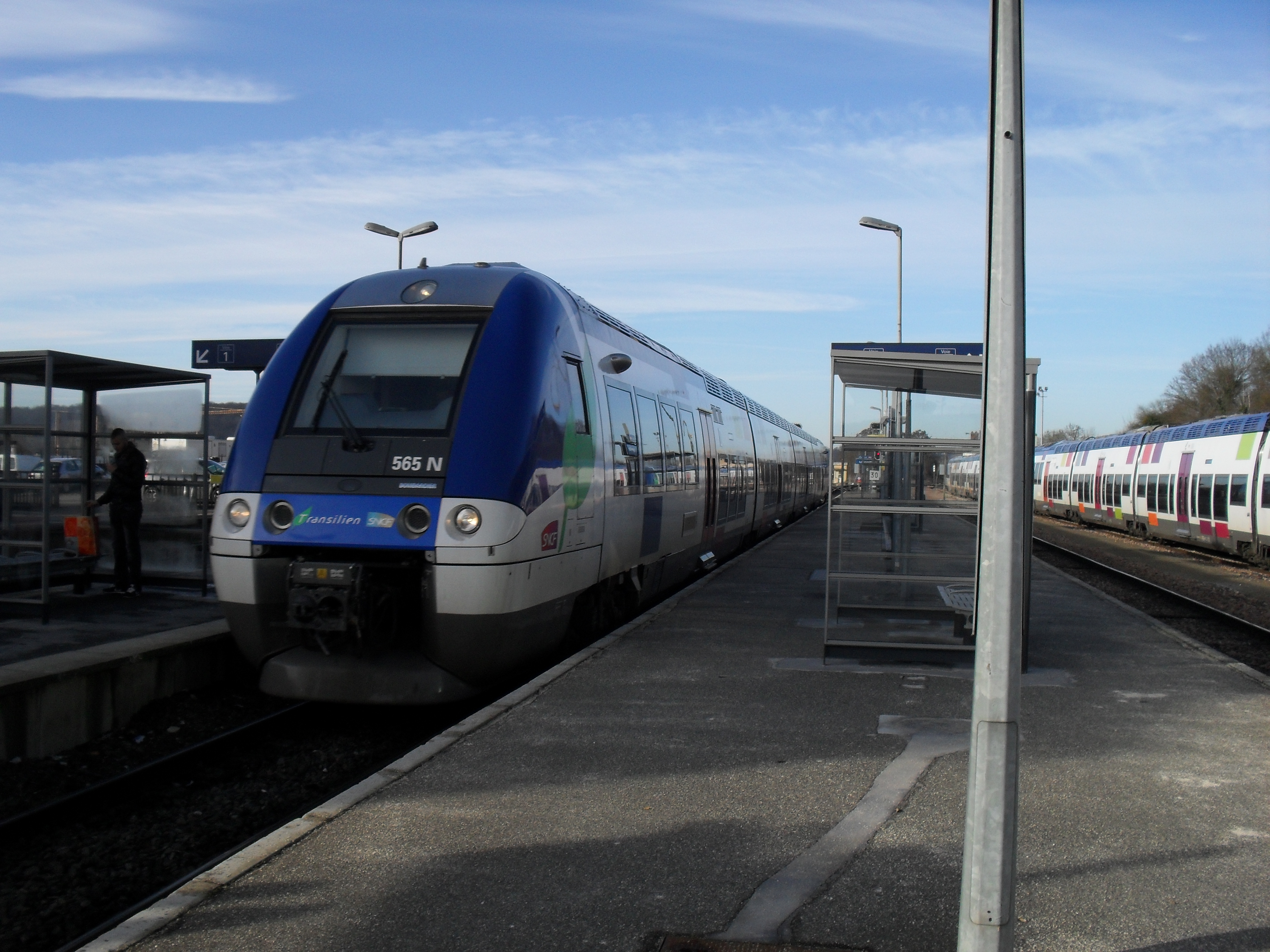
Rames B 82500 en gare.

La gare est desservie par les trains de la ligne P du Transilien (réseau Paris-Est). Elle est configurée pour permettre le rebroussement des trains Transilien venant de Paris et devant continuer vers Provins.
Pour les trains TER à destination de Troyes, il s'agit de la dernière gare en Île-de-France avant la région Grand Est ; la tarification du Syndicat des transports d'Île-de-France (STIF) ne s'applique donc pas au-delà.

### Intermodalité
Les lignes 3201, 3203, 3211, 3217 et 3219 du réseau de bus Provinois - Brie et Seine ont un arrêt à proximité de la gare SNCF.
Enfin, il existe les services de transport à la demande « TàD Bassée » et « TàD Montois ».
Durant l'été 2017, est ouvert un parking de 395 places, sur trois niveaux, deux fois plus grand que l'ancien,.

## Ancien dépôt de locomotives

### Rotonde ferroviaire

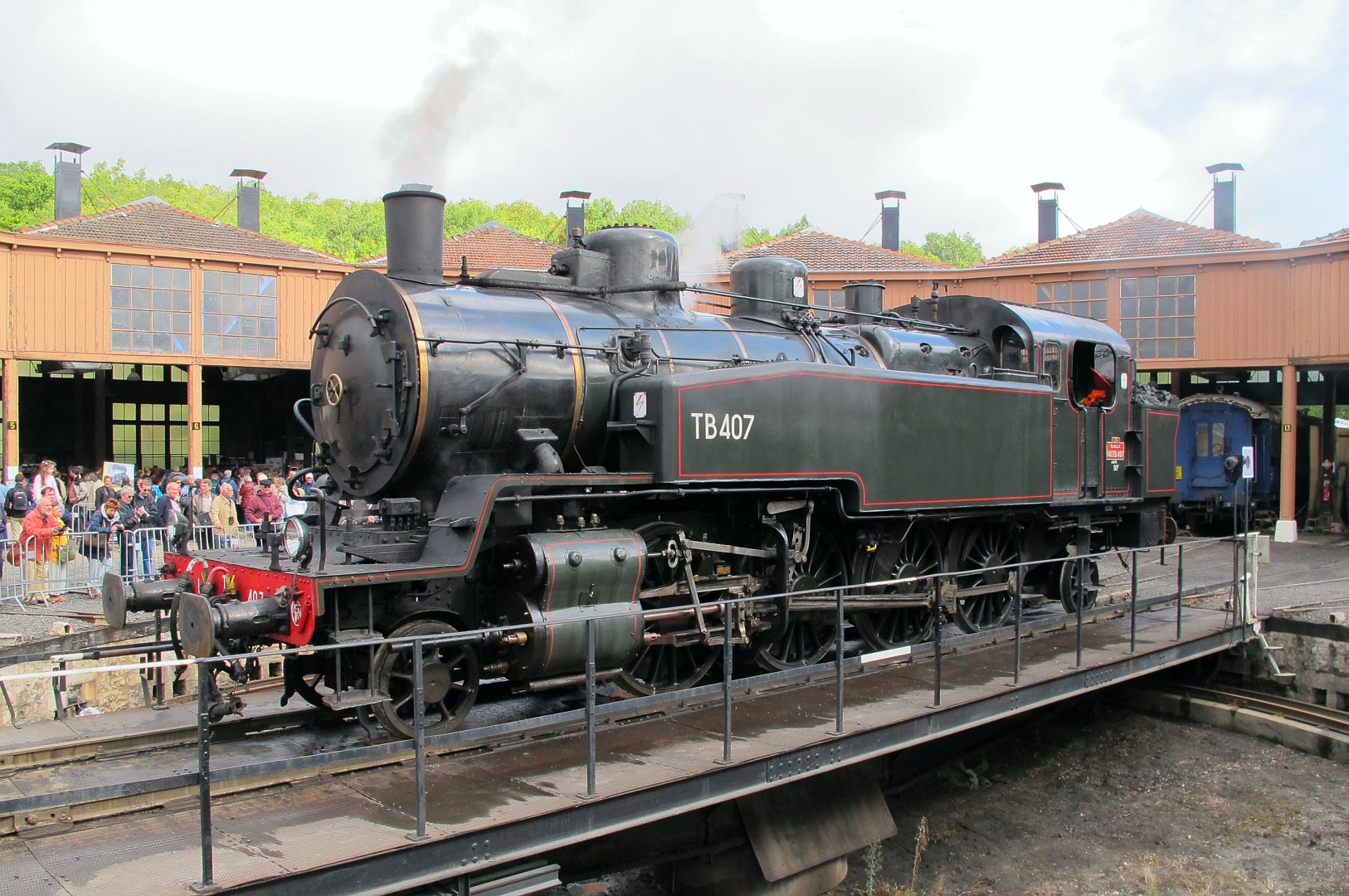
Rotonde, musée et locomotive de l'AJECTA.

L'ancienne rotonde du dépôt n'a pas disparu après sa fermeture par la SNCF. Dès 1971, elle est réutilisée par une jeune association, l'AJECTA, dont l'objet est de sauvegarder et restaurer du matériel roulant ancien. Réutilisée dans ses fonctions d'origine, l'ancienne rotonde est inscrite en 1984 à l'inventaire supplémentaire des Monuments historiques, avant de bénéficier d'une importante restauration dans le cadre d'une convention signée en 2006 entre l'association, Total et la Fondation du patrimoine. Après sa remise en état, elle est inaugurée le 19 juin 2008.

### Musée vivant du chemin de fer
Situés à quelques centaines de mètres de la gare SNCF, l'ancien dépôt et sa rotonde abritent une importante collection de matériel roulant ferroviaire. Restaurés, en partie ou en totalité, par les bénévoles de l'AJECTA, la douzaine de locomotives à vapeur, ainsi que les voitures et wagons, sont visibles toute l'année. Des machines en fonctionnement et des trains spéciaux permettent des circulations sur le réseau ferré national.

### Train touristique AJECTA

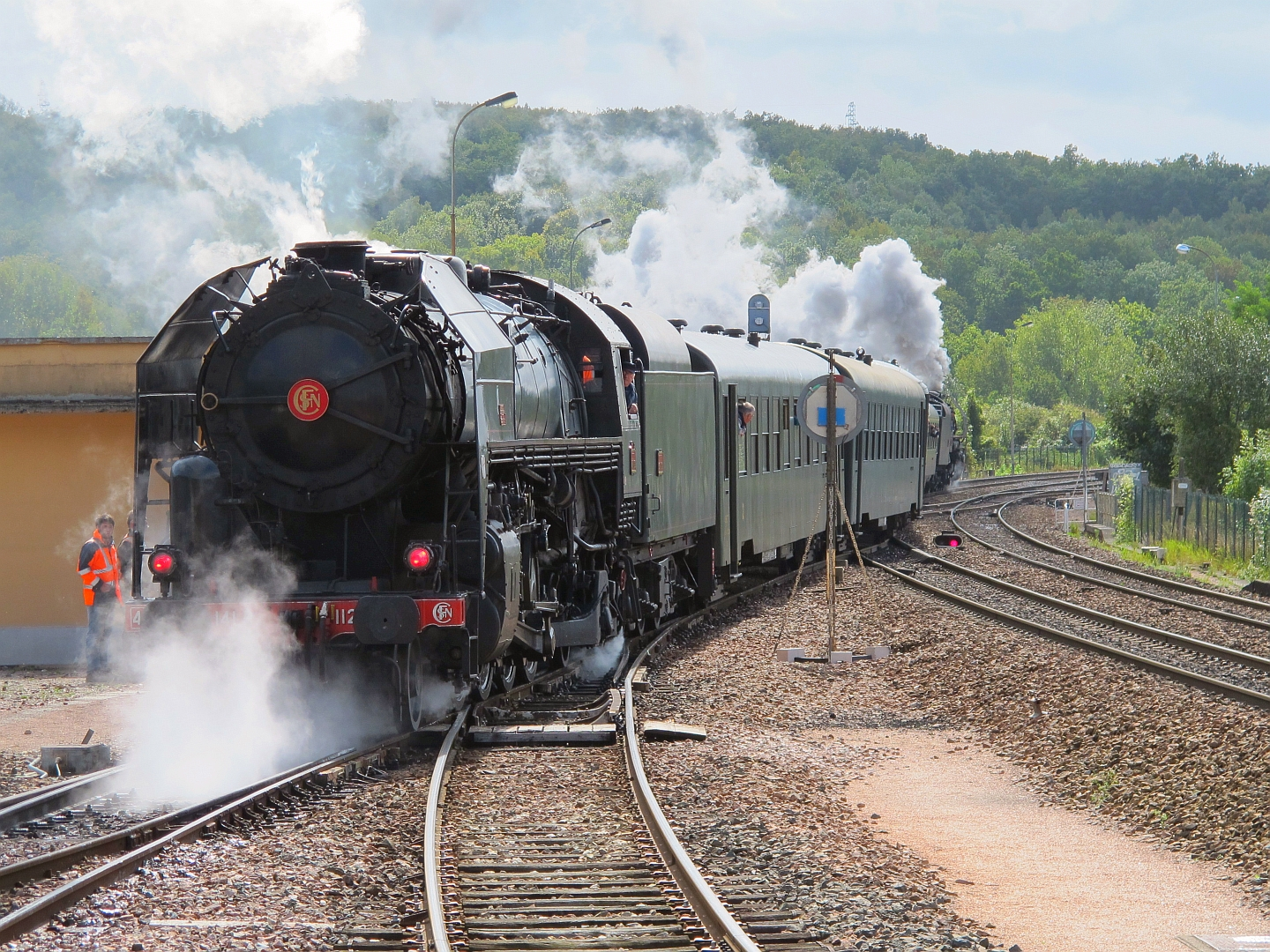
Un train touristique de l'AJECTA, encadré de deux locomotives, quitte la gare de Longueville.

La ligne de Longueville à Esternay ouverte au trafic voyageurs uniquement entre Longueville et Provins, est exploitée pour le fret au-delà de Provins jusqu'à Villiers-Saint-Georges et déposée au-delà. Cependant, il arrive que l'AJECTA organise des voyages en trains de Longueville à Villiers-Saint-Georges en passant par Provins, lors des Journées du patrimoine en septembre. Les rames alors utilisées sont d'anciens trains en traction vapeur. L'opération s'est également déroulée en août 2002, 2003, 2004, en avril 2005, 2007 et 2017 ou encore en mai 2023.
Plus régulièrement, lors de ces Journées du patrimoine, une navette touristique relie Longueville à Provins en dix minutes en effectuant trois allers-retours dans une journée. Le tarif de la navette est généralement de 10 euros pour les plus de 11 ans, 5 euros pour les 6-11 ans, et gratuit en dessous (dans la limite d'un enfant par place payante).
Les locomotives 141 TB 407 et 140 C 231 sont généralement utilisées. Ce voyage permet d'associer la visite du musée du chemin de fer de Longueville et le site historique et touristique de Provins.
Le 23 mars 2008, un train touristique de l'AJECTA a été organisé de Paris-Est à Provins, pour la chasse aux œufs dans la ville médiévale de Provins. Il s'arrêtait à Verneuil et à Longueville. Plusieurs autres opérations ont aussi fait l'objet de ce circuit comme les nombreux « rétromobile pièce jaunes », par exemple en janvier 2010 et en mars 2010. L'AJECTA effectue ces voyages touristiques depuis le 5 juin 1983.
Le train touristique de l'AJECTA figurait dans la brochure de la mairie de Provins pour les Journées européennes du patrimoine des 18 et 19 septembre 2010.
Les 17 et 18 septembre 2011, à l'occasion des Journées du patrimoine et pour célébrer les 100 ans de la rotonde de Longueville, l'AJECTA a organisé une manifestation exceptionnelle qui a rassemblé simultanément huit locomotives à vapeur en chauffe. Plusieurs trains spéciaux furent organisés sur ces deux jours, depuis la gare de l'Est mais également entre Longueville et Provins ainsi qu'entre Longueville et Romilly-sur-Seine. Un train de marchandises en traction vapeur fut même mis en route pour un trajet aller et retour entre Flamboin-Gouaix et Verneuil-l'Étang. Des locomotives Diesel historiques étaient également présentes.